# Yitsehar (fils de Qehath)
Yitsehar est un fils de Qehath fils de Lévi. Ses descendants s'appellent les Yitseharites.

## La famille de Yitsehar
Yitsehar est un fils de Qehath et a trois frères qui s'appellent Amram, Hébrôn et Ouzziël,,,,.

## La famille des Yitseharites
La famille des Yitseharites dont l'ancêtre est Yitsehar sort du pays d'Égypte avec Moïse et est recensée dans le désert du Sinaï.
La famille des Yitserahites dont l'ancêtre est Yitsehar n'est plus mentionnée et il ne subsiste que le clan des Qorahites dans le nouveau recensement dans les plaines désertiques de Moab avant d'entrer dans le pays de Canaan.